# قانون دوز
قانون دوز (بالإنجليزية: Dawes Act)‏ المعروف بقانون التخصيص العام أو قانون دوز المتعدد. تبناه الكونغرس في 1887 حيث سمح رئيس الولايات المتحدة بإجراء مسح للاراضي التابعة لقبائل الامريكان الاصليون ويتم تقسيمها لحصص على الافراد الاصليين. بالمقابل من يقبل من الافراد الاصليين الحصة من الأرض ويعيش منفصل عن قبيلته يحصل على الجنسية الأمريكية.
تم تعديل قانون دوز عام 1891، وفي عام 1898 بقانون كيرتس وايضاً عام 1905 بقانون بورك.
تم نسب القانون لصاحبه سيناتور ماساتشوستس (هنري لورنس دوز)، وكان الهدف منه رفع الفقر عن الامريكان الاصليون وتحفيز تيار المجتمع الأمريكي على استيعابهم. ملكية الأفراد للأراضي وامتهانهم للزراعة على الطريقة الأوروبية الأمريكية كانت خطوة اساسية.
القانون ايضاً سمح للحكومة ببيع ما يسمى «بفائض» الأراضي من محمية السكان الأصليين، بعد تقسيم الحصص، وبيعها في السوق المفتوحة للسكان الغير أصليين لشرائها وإستيطانها.
لجنة دوز، التي تم انشائها بموجب قانون الاعتماد لمكتب السكان الأصليين في 1893، تأسست لمحاولة إقناع الخمس قبائل المتحضرة بالموافقة على مخطط الحصص للأراضي. (تم إقصائهم من قانون دوز ضمن إتفاقيات بينهم). وقامت لجنة دوز بتسجيل أعضاء القبائل الخمسة المتحضرة بما يعرف ب «قائمة دوز».
قانون كورتيس لعام 1898 عدل على قانون دوز لتمديد حكمه على القبائل الخمسة المتحضرة؛ تطلب منهم إلغاء حكوماتهم، وتخصيص أراضي المشاع، وذلك بالتزامن مع حل الحكومات القبلية. وهذا أكمل عملية مسح أسماء الأراضي في المقاطعات الأصلية، تمهيداً لقبولها في اتحاد ولاية أوكلاهوما.
خلال عقود الإنشاء، الخمس قبائل المتحضرة خسرت 90 مليون فدّان من أراضي المشاع، التي تم بيعها لغير الأصليين. بالإضافة لذلك، العديد من الأفراد، الغير معتادين على ملكية الأراضي، كانوا هدفاً للمضاربين والسارقين، وعلقوا بالأراضي الصغيرة الحجم للزراعة المربحة، وخسروا أراضي وطنهم. أعضاء القبائل ايضاً عانوا من التفسخ بالبناء الاجتماعي لقبائلهم.